# Fredrik Agrén
Jan Fredrik Agrén, född den 24 februari 1970 i Stockholm, är en svensk journalist. Han har tidigare varit chefredaktör på datortidningen PC för Alla och förlagschef på medieföretaget IDG. Han är gift med Maria Agrén och far till två döttrar.